# 泰扎
泰扎（法語：Théza，法語發音：[teza] ⓘ）是法国东比利牛斯省的一个市镇，属于佩皮尼昂区。

## 地理
泰扎（42°38'17"N, 2°57'10"E）面积4.83 平方千米，位于法国奧克西塔尼大區东比利牛斯省，该省份为法国大陆部分最南部的省份，涵盖了北加泰罗尼亚，北起奥德省，西接阿列日省和安道尔，南与西班牙接壤，东临地中海。
与泰扎接壤的市镇（或旧市镇、城区）包括：萨莱耶、阿莱尼亚、科尔内亚-代勒韦科勒、拉奥新城。
泰扎的时区为UTC+01:00、UTC+02:00（夏令时）。

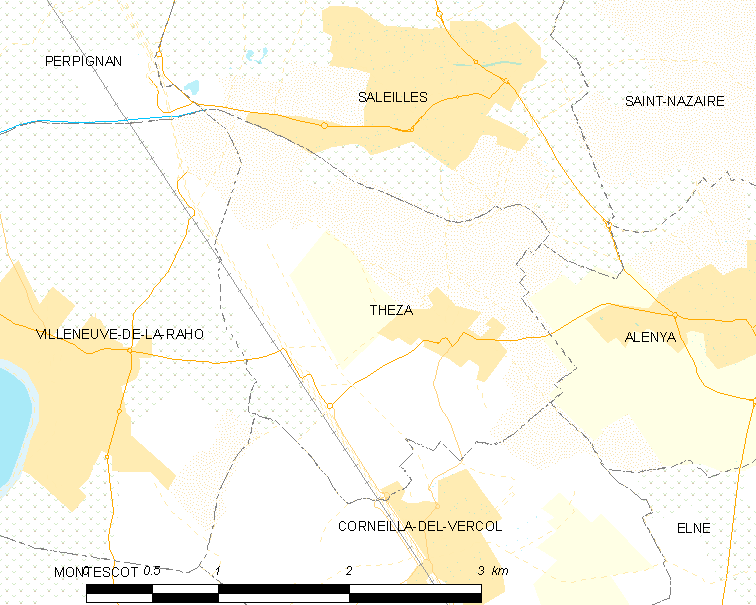
泰扎的OSM定位图

## 行政
泰扎的邮政编码为66200，INSEE市镇编码为66208。

## 政治
泰扎所属的省级选区为伊利贝里斯平原县。

## 人口

1962-2008年间泰扎人口变化图示

泰扎于2022年1月1日时的人口数量为2181人。